# シンフォニエッタ (入野義朗)
小管弦楽のための「シンフォニエッタ」は、日本の作曲家、入野義朗によるシンフォニエッタである。1954年毎日音楽賞受賞作品。

## 作曲の経緯
1953年初頭に書き始められ、一時作業中断していたが、斎藤秀雄より東京交響楽団の定期演奏会用の委嘱を受けたため、同年10月24日に完成した。

## 初演
1953年11月13日、斎藤秀雄指揮、東京交響楽団により初演された。

## 編成
フルート(ピッコロ持ち替え）1、オーボエ1、クラリネット（バス・クラリネット持ち替え）1、ファゴット（コントラファゴット持ち替え）1、トランペット1、ホルン1、トロンボーン1、テューバ1、ティンパニ、シロフォン、大太鼓、シンバル、小太鼓、ピアノ、弦楽五部。

## 作品の概要
十二音技法を用いて書かれている。また、ボリス・ブラッハーの「可変拍子」の手法（漸増、漸減するリズム形）やオリヴィエ・メシアンのリズム手法、アルバン・ベルクのセリー手法（原音列から一定の法則に基づき新しい音列を作る）を導入している。
3楽章形式の作品であるが、各楽章は切れ目なく演奏される。

### 原音列の構造
この作品で用いられている原音列は「C-Fis-G-As-Es-Des-E-D-A-B-H-F」というものである。
この原音列（O1）を逆から読んだ逆行形（R1）は、原音列を完全五度移植したものの反行形（I6）と一致する。すなわち、原音列（O1）は、完全五度移植したものの反行形の逆行形（IR6）と一致している。作曲者は「全曲の統一」のためにこういった音列を用いたと述べている。

### 第1楽章
「イントロダクションとフーガ」アレグレット - アレグロ・モデラート。
まず、小太鼓によって、八分音符の数を1つから5つへと漸増させてゆく、この曲の統一要素となるリズムが提示され、続いて、ピアノと木管楽器により、原音列の前半6音と後半6音を重ねた上昇音形で、原音列が提示される。弦楽器のピッツィカートが厚みを増して盛り上がると、強く和音が叩かれ最初の頂点を形成する。
速度を速めてフーガが開始される。まず、クラリネット、ファゴット、チェロ、コントラバスによりフーガ主題が提示され、ここで初めて原音列が明らかにされる。このフーガ主題の冒頭のリズム形は、八分音符単位で「4→3→2→1」と漸減してゆくものである。「提示ー展開ー再現」の三つの部分からなり、展開の部分ではリズム的な展開を主体とする。再現の部分では音色を変えながら音楽が進み、頂点で「4→3→2→1」のリズム形が拡大して奏される。

### 第2楽章
「主題と変奏」レント。
原音列から1音おきに取った音で構成した二つの和音を、次々にフォルティッシモで打ち鳴らして開始される。この和音打撃を作曲者は「モットー」と呼んでおり、この「モットー」はその後、主題と変奏、および各変奏の間に奏される。
続いて、弦楽合奏により「主題」が提示される。この主題は、十六分音符単位で「3→1→2→4」というリズム形を繰り返すものであり、その旋律は、原音列から6つごとに拾いだした（C→Des、Des→H、H→As…）音で構成されている。
「モットー」を挟んで第一変奏が木管四重奏で奏される。第二変奏は金管楽器とピアノ、打楽器によるもので、舞曲風である。第三変奏は各楽器に主題が受け渡され、弦楽器のピッツィカートで終る。

### 第3楽章
「インヴェンション」アレグロ・ジュスト。
作曲者は、「インヴェンションと名付けたのは、ベルクが『ヴォツェック』において名付けたのと同じように、リズムについてのインヴェンションなのである」と述べている。
弦楽器が刻む音の上に、管楽器が和音を叩き付けることで、八分音符単位で「5→4→3→2→1」という周期で全合奏が響く、リズミカルな音楽で開始される。
続くA部分で弦楽器に提示される主題は八分音符単位で「1→2→3→4→5、1→4→2→5→3、1→5→4→3→2、1→3→5→2→4」というリズム形を持ち、「あるリズム形の四つ目ごとの音価を順に取る」という手法を用いている。続くバス・クラリネットから始まる部分は音価「2」から始まるもの、金管楽器から始まる部分は音価「3」から始まるもの、オーボエから始まる部分は音価「4」から始まるもの、と、様々なリズム的展開を見せる。時折、全曲の冒頭に提示されたリズム形が現れ、最後は「5→4→3→2→1」という漸減するリズム形で静かに曲を閉じる。